# Giro d’Italia 2022/17. Etappe
Die 17. Etappe des Giro d’Italia 2022 fand am 25. Mai 2022 statt. Die Strecke führte von Ponte di Legno über 168 Kilometer und 3730 Höhenmeter nach Lavarone. Im Ziel hatten die Fahrer insgesamt 2931,2 Kilometer absolviert, was 85 % der Gesamtdistanz der 105. Austragung des italienischen Etappenrennens entsprach. Die Organisatoren bewerteten die Schwierigkeit der Etappe mit vier von fünf Sternen (alta difficoltà).

## Streckenführung
Der neutralisierte Start erfolgte in Ponte di Legno auf der Via Corno D’Aola in unmittelbarer Nähe der Talstation von Valbione. Anschließend führte die Strecke durch die Innenstadt, ehe es auf der SS42 in Richtung Norden ging.
Der offizielle Start erfolgte nach 4,4 gefahrenen Kilometern auf der SS42 bei der Straßenteilung zur SP29, die auf den Passo di Gavia führte. Die Fahrer bleiben jedoch auf der SS42 und fuhren für die ersten 8,7 Kilometer bergauf auf den Passo del Tonale (1883 m). Dieser wies eine durchschnittliche Steigung von 6,3 % auf, war jedoch nicht als Bergwertung klassifiziert. Im Anschluss ging es entlang dem Noce für 70 Kilometer bergab. In diesem Streckenabschnitt wurden Pellizzano, Mezzana und Monclassico durchfahren. Kurz nachdem die Fahrer das Castel Caldes passiert hatten, verließen sie das Val di Sole und fuhren vorbei am Lago di Santa Giustina nach Cles. Nun ging es im Val di Non in Richtung Süden. Danach führte ein Anstieg der 3. Kategorie von San Michele all’Adige (210 m) über die SP131 nach Giovo (615 m). Die Bergwertung wurde bei Kilometer 85,8 abgenommen, ehe es weiter auf hügligem Terrain über Cembra, Segonzano und vorbei an Miola nach Pergine Valsugana (473 m) ging. Hier wurde nach 121,8 gefahrenen Kilometern der erste Zwischensprint ausgefahren und die Fahrer nahmen den Anstieg zur zweiten Bergwertung in Angriff. Nach 134,3 Kilometern erreichten die Fahrer den Passo del Vetriolo (1383 m), eine Steigung der 1. Kategorie, die mit einem Schnitt von 7,7 % über 11,8 Kilometer führte. Nach der Abfahrt erreichten die Fahrer Levico Terme und wenig später Caldonazzo, wo nach 149,9 Kilometern der zweite Zwischensprint ausgefahren wurde.
Rund zwei Kilometer nach Caldonazzo (481 m) erreichten die Fahrer die letzte Steigung des Tages. Diese führte über die 7,9 Kilometer lange Kaiserjägerstraße zur Bergwertung von Monterovere (1261 m). Dieser Anstieg der 1. Kategorie führte im Schnitt mit 9,9 % bergauf und beinhaltet Rampen von bis zu 15 %. Nachdem der höchste Punkt 7,9 Kilometer vor dem Ziel überquert wurde, folgte ein leicht abschüssiges Plateau mit einer kurzen Gegensteigung bei Gionghi-Cappella (2,3 km bei 3,1 %). Die letzten knapp vier Kilometer führten zunächst bergab nach Chiesa, ehe der letzte Kilometer bergauf zum Zielstrich führte.
|                            | Ort                               | Kilometer | Länge (km) | Höhe (m) | Ø Steigung | max. Steigung |
| -------------------------- | --------------------------------- | --------- | ---------- | -------- | ---------- | ------------- |
| neutraler Start            | Ponte di Legno (Via Corno D'Aola) | −4,4      |            |          |            |               |
| offizieller Start          | Ponte di Legno (SS42)             | 0         |            |          |            |               |
| Bergwertung (3. Kategorie) | Giovo                             | 85,8      | 5,9        | 615      | 6,8 %      | 12 %          |
| Zwischensprint             | Pergine Valsugana                 | 121,8     |            |          |            |               |
| Bergwertung (1. Kategorie) | Passo del Vetriolo                | 134,3     | 11,8       | 1383     | 7,7 %      | 12 %          |
| Zwischensprint             | Caldonazzo                        | 149,9     |            |          |            |               |
| Bergwertung (1. Kategorie) | Monterovere                       | 160,1     | 7,9        | 1261     | 89,8 %     | 15 %          |
| Ziel                       | Lavarone (Chiesa)                 | 168       |            |          |            |               |

## Rennverlauf und Ergebnis
Die Fahrer starteten bei Regen und nahmen auf den ersten Kilometern den Passo del Tonale in Angriff, der nicht als Bergwertung kategorisiert war. Das Fahrerfeld zerfiel früh und es bildeten sich mehrere kleine Gruppen. Nach 8,7 Kilometern überquerten mit Thymen Arensman (Team DSM), Hugh Carthy (EF Education-EasyPost), Alessandro Covi (UAE Team Emirates) und Felix Gall (AG2R Citroën Team) vier Fahrer den Pass als erstes. Dahinter folgte eine größere Gruppe mit einem Rückstand von rund 30 Sekunden. Das Hauptfeld um den Gesamtführenden Richard Carapaz (Ineos Grenadiers) erreichte den Passo del Tonale mit eineinhalb Minuten Rückstand. In der anschließenden Abfahrt, schlossen die beiden ersten Gruppen zusammen und es entstand eine 23-köpfige Spitzengruppe, in der folgende Teams (geordnet nach dem besten Fahrer in der Gesamtwertung) vertreten waren: Jan Hirt, Rein Taaramäe (beide Intermarché-Wanty-Gobert Matériaux), Thymen Arensman (DSM), Hugh Carthy, Diego Camargo (EF Education-EasyPost), Santiago Buitrago (Bahrain Victorious), Guillaume Martin (Cofidis), Lorenzo Fortunato (Eolo-Kometa Cycling Team), Giulio Ciccone (Trek-Segafredo), Sam Oomen, Koen Bouwman, Gijs Leemreize (alle Jumbo-Visma), Luca Covili, Filippo Zana (beide Bardiani CSF Faizanè), Antonio Pedrero (Movistar Team), Mauri Vansevenant (Quick-Step Alpha Vinyl Team), Damien Howson (Team BikeExchange-Jayco), Alessandro Covi (UAE Team Emirates), Attila Valter (Groupama-FDJ), Felix Gall, Nicolas Prodhomme (beide AG2R Citroën), Mathieu van der Poel (Alpecin-Fenix) und Simone Ravanelli (Drone Hopper-Androni Giocattoli). Nach 34 Kilometern stießen auch Diego Rosa (Eolo-Kometa) und David de la Cruz (Astana Qazaqstan Team) zur Ausreißergruppe hinzu, während die Ineos Grenadiers das Tempo im Hauptfeld gestalteten. Unterdessen hatte der Regen aufgehört und die Straße begann allmählich aufzutrocknen.
88,1 Kilometer vor dem Ziel erreichte die Spitzengruppe den Fuß der Steigung nach Giovo (3. Kategorie). Auf der Kuppe setzte sich der Führende in der Bergwertung, Koen Bouwman, gegenüber Giulio Ciccone durch und holte die meisten Punkte. Platz drei ging an Diego Rosa, der in der Wertung ebenfalls gut platziert war. In der anschließenden Abfahrt kam Santiago Buitrago zu Sturz, konnte das Rennen jedoch fortsetzen. Unterdessen forcierte Gijs Leemreize auf den nächsten welligen Kilometern das Tempo, wodurch die Spitzengruppe kurzzeitig zerfiel. Es folgten weitere Angriffe, ehe sich Mathieu van der Poel 65 Kilometer vor dem Ziel gemeinsam mit Guillaume Martin, Alessandro Covi und Felix Gall von seinen ehemaligen Begleitern absetzte. Die vier arbeiteten gut zusammen und Guillaume Martin sicherte sich 44 Kilometer vor dem Ziel beim ersten Zwischensprint die meisten Punkte vor Felix Gall, Alessandro Covi und Mathieu van der Poel. Dahinter forcierte Hugh Carthy im folgenden Anstieg auf den Passo del Vetriolo (1. Kategorie) zweimal das Tempo und schloss mit Jan Hirt, Santiago Buitrago und Koen Bouwman 36 Kilometer vor dem Ziel zur Spitze auf. Auch Gijs Leemreize kam kurz vor der Bergwertung in die Spitzengruppe zurück und überquerte die Kuppe als Zweiter hinter seinem Teamkollegen Koen Bouwman, der sich 40 Punkte im Kampf um die Bergwertung sicherte. Auf der teils nassen und nebligen Abfahrt konnten Gijs Leemreize und Mathieu van der Poel eine Lücke von einer halben Minute auf die restlichen Fahrer der ehemaligen Spitzengruppe herausfahren und vergrößerten den Vorsprung auf den nächsten flachen Kilometern auf über eine Minute. Hinter den beiden sicherte sich Jan Hirt beim zweiten Zwischensprint in Caldonazzo eine Bonussekunde. Im Hauptfeld hatte unterdessen das Team Bahrain Victorious die Tempoarbeit übernommen und das Feld stark ausgedünnt. Der Rückstand auf die beiden Führenden betrug jedoch immer noch über fünf Minuten.
Mathieu van der Poel und Gijs Leemreize erreichten den Schlussanstieg auf den Monterovere (1. Kategorie) mit einem Vorsprung von eineinhalb Minuten. Auf den ersten flacheren Kilometern löste sich Mathieu van der Poel von seinem Gefährten und setzte sich Solo an die Spitze des Rennens. Dahinter griff Santiago Buitrago rund 12 Kilometer vor dem Ziel an und löste sich von Hugh Carthy und Jan Hirt, die als einzige in der Verfolgergruppe verblieben waren. Unterdessen führte das hohe Tempo der Bahrain-Victorious-Mannschaft im Hauptfeld zu einer Selektion. Mit Richard Carapaz, Jai Hindley (Bora-hansgrohe) und deren Helfern, verblieben nur drei Teams in der Gruppe der Favoriten. Der viertplatzierte João Almeida (UAE Team Emirates) verlor im Anstieg bereits früh den Kontakt und fiel wie Vincenzo Nibali (Astana Qazaqstan) und Domenico Pozzovivo (Intermarché-Wanty-Gobert Matériaux) zurück. Rund drei Kilometer vor der Bergwertung holte Gijs Leemreize den Führenden Mathieu van der Poel wieder ein und fuhr an ihm vorbei. Doch auch Santiago Buitrago holte Sekunde um Sekunde und schloss 500 Meter vor der Kuppe zu dem Führenden Gijs Leemreize auf. Kurz vor dem höchsten Punkt attackierte der Kolumbianer, überquerte die Bergwertung als erstes und setzte sich von dem Niederländer ab. Santiago Buitrago behauptete seinen Vorsprung auf den letzten rund 8 Kilometern, die über welliges Terrain führten und feierte seinen ersten Etappensieg beim Giro d’Italia. Gijs Leemreize erreichte das Ziel als Zweiter mit einem Rückstand von 35 Sekunden. In der Favoritengruppe versuchte sich Mikel Landa von Richard Carapaz und Jai Hindley abzusetzen, was ihm jedoch nicht gelang. Die drei überquerten die Kuppe des Monterovere gemeinsam mit Wout Poel (Bahrain Victorious), der auf dem anschließenden Plateau das Tempo hochhielt. Im Zielsprint verlor Mikel Landa sechs Sekunden auf Jai Hindley und Richard Carapaz, der das Rosa Trikot verteidigte. Der Führende der Nachwuchswertung, João Almeida, erreichte das Ziel mit einem Rückstand von über einer Minute auf den Gesamtführenden und blieb in der Gesamtwertung weiterhin auf Platz vier. Sein Rückstand war jedoch auf fast zwei Minuten angewachsen. Koen Bouwman führte weiterhin die Bergwertung an und lag bereits 115 Punkte vor dem zweitplatzierten Giulio Ciccone. Arnaud Démare (Groupama-FDJ) erreichte das Ziel im vorgegebenen Zeitlimit und behielt das Violette Trikot. Mit dem zweifachen Etappensieger Simon Yates (BikeExchange-Jayco) und Harm Vanhoucke (Lotto Soudal) erreichten zwei Fahrer das Ziel der Etappe nicht. Es verblieben somit noch 153 Fahrer in der Rundfahrt.
| \| Etappenergebnis \| Etappenergebnis \| Etappenergebnis \| Etappenergebnis \| Etappenergebnis \| \| Fahrer \| Fahrer \| Land \| Team \| Zeit \| \| --------------- \| ----------------- \| ---------------------- \| ---------------------------------- \| --------------- \| \| 1. \| Santiago Buitrago \| Kolumbien \| Bahrain Victorious \| 4 h 27 min 41 s \| \| 2. \| Gijs Leemreize \| Niederlande \| Jumbo-Visma \| + 35 s \| \| 3. \| Jan Hirt \| Tschechien \| Intermarché-Wanty-Gobert Matériaux \| + 2 min 28 s \| \| 4. \| Hugh Carthy \| Vereinigtes Königreich \| EF Education-EasyPost \| + 2 min 28 s \| \| 5. \| Richard Carapaz \| Ecuador \| Ineos Grenadiers \| + 2 min 53 s \| \| 6. \| Jai Hindley \| Australien \| Bora-Hansgrohe \| + 2 min 53 s \| \| 7. \| Mauri Vansevenant \| Belgien \| Quick-Step Alpha Vinyl \| + 2 min 57 s \| \| 8. \| Koen Bouwman \| Niederlande \| Jumbo-Visma \| + 2 min 59 s \| \| 9. \| Guillaume Martin \| Frankreich \| Cofidis \| + 2 min 59 s \| \| 10. \| Mikel Landa \| Spanien \| Bahrain Victorious \| + 2 min 59 s \| |                   |                        |                                    |                 |
| |                   |                        |                                    |                 |
| Quelle: ProCyclingStats |                   |                        |                                    |                 |
| Etappenergebnis |                   |                        |                                    |                 |
| Fahrer | Fahrer            | Land                   | Team                               | Zeit            |
| 1. | Santiago Buitrago | Kolumbien              | Bahrain Victorious                 | 4 h 27 min 41 s |
| 2. | Gijs Leemreize    | Niederlande            | Jumbo-Visma                        | + 35 s          |
| 3. | Jan Hirt          | Tschechien             | Intermarché-Wanty-Gobert Matériaux | + 2 min 28 s    |
| 4. | Hugh Carthy       | Vereinigtes Königreich | EF Education-EasyPost              | + 2 min 28 s    |
| 5. | Richard Carapaz   | Ecuador                | Ineos Grenadiers                   | + 2 min 53 s    |
| 6. | Jai Hindley       | Australien             | Bora-Hansgrohe                     | + 2 min 53 s    |
| 7. | Mauri Vansevenant | Belgien                | Quick-Step Alpha Vinyl             | + 2 min 57 s    |
| 8. | Koen Bouwman      | Niederlande            | Jumbo-Visma                        | + 2 min 59 s    |
| 9. | Guillaume Martin  | Frankreich             | Cofidis                            | + 2 min 59 s    |
| 10. | Mikel Landa       | Spanien                | Bahrain Victorious                 | + 2 min 59 s    |

## Gesamtstände
| \| Gesamtwertung \| Gesamtwertung \| Gesamtwertung \| Gesamtwertung \| Gesamtwertung \| \| Fahrer \| Fahrer \| Land \| Team \| Zeit \| \| ------------- \| ------------------ \| ------------- \| ---------------------------------- \| ---------------- \| \| 1. \| Richard Carapaz \| Ecuador \| Ineos Grenadiers \| 73 h 19 min 40 s \| \| 2. \| Jai Hindley \| Australien \| Bora-Hansgrohe \| + 3 s \| \| 3. \| Mikel Landa \| Spanien \| Bahrain Victorious \| + 1 min 05 s \| \| 4. \| João Almeida \| Portugal \| UAE Team Emirates \| + 1 min 54 s \| \| 5. \| Vincenzo Nibali \| Italien \| Astana Qazaqstan Team \| + 5 min 48 s \| \| 6. \| Pello Bilbao \| Spanien \| Bahrain Victorious \| + 6 min 19 s \| \| 7. \| Jan Hirt \| Tschechien \| Intermarché-Wanty-Gobert Matériaux \| + 7 min 12 s \| \| 8. \| Emanuel Buchmann \| Deutschland \| Bora-Hansgrohe \| + 7 min 13 s \| \| 9. \| Juan Pedro López \| Spanien \| Trek-Segafredo \| + 12 min 27 s \| \| 10. \| Domenico Pozzovivo \| Italien \| Intermarché-Wanty-Gobert Matériaux \| + 12 min 30 s \| |                    |             |                                    |                  |
| |                    |             |                                    |                  |
| Quelle: ProCyclingStats |                    |             |                                    |                  |
| Gesamtwertung |                    |             |                                    |                  |
| Fahrer | Fahrer             | Land        | Team                               | Zeit             |
| 1. | Richard Carapaz    | Ecuador     | Ineos Grenadiers                   | 73 h 19 min 40 s |
| 2. | Jai Hindley        | Australien  | Bora-Hansgrohe                     | + 3 s            |
| 3. | Mikel Landa        | Spanien     | Bahrain Victorious                 | + 1 min 05 s     |
| 4. | João Almeida       | Portugal    | UAE Team Emirates                  | + 1 min 54 s     |
| 5. | Vincenzo Nibali    | Italien     | Astana Qazaqstan Team              | + 5 min 48 s     |
| 6. | Pello Bilbao       | Spanien     | Bahrain Victorious                 | + 6 min 19 s     |
| 7. | Jan Hirt           | Tschechien  | Intermarché-Wanty-Gobert Matériaux | + 7 min 12 s     |
| 8. | Emanuel Buchmann   | Deutschland | Bora-Hansgrohe                     | + 7 min 13 s     |
| 9. | Juan Pedro López   | Spanien     | Trek-Segafredo                     | + 12 min 27 s    |
| 10. | Domenico Pozzovivo | Italien     | Intermarché-Wanty-Gobert Matériaux | + 12 min 30 s    |

| Punktewertung | Punktewertung        | Punktewertung          | Punktewertung                   | Punktewertung |
| Fahrer        | Fahrer               | Land                   | Team                            | Punkte        |
| ------------- | -------------------- | ---------------------- | ------------------------------- | ------------- |
| 1.            | Arnaud Démare        | Frankreich             | Groupama-FDJ                    | 238 P.        |
| 2.            | Mark Cavendish       | Vereinigtes Königreich | Quick-Step Alpha Vinyl          | 121 P.        |
| 3.            | Fernando Gaviria     | Kolumbien              | UAE Team Emirates               | 117 P.        |
| 4.            | Mathieu van der Poel | Niederlande            | Alpecin-Fenix                   | 96 P.         |
| 5.            | Alberto Dainese      | Italien                | Team DSM                        | 81 P.         |
| 6.            | Phil Bauhaus         | Deutschland            | Bahrain Victorious              | 72 P.         |
| 7.            | Filippo Tagliani     | Italien                | Drone Hopper-Androni Giocattoli | 70 P.         |
| 8.            | Simone Consonni      | Italien                | Cofidis                         | 67 P.         |
| 9.            | Richard Carapaz      | Ecuador                | Ineos Grenadiers                | 55 P.         |
| 10.           | Thomas De Gendt      | Belgien                | Lotto-Soudal                    | 53 P.         |

| Bergwertung | Bergwertung       | Bergwertung | Bergwertung                        | Bergwertung |
| Fahrer      | Fahrer            | Land        | Team                               | Punkte      |
| ----------- | ----------------- | ----------- | ---------------------------------- | ----------- |
| 1.          | Koen Bouwman      | Niederlande | Jumbo-Visma                        | 218 P.      |
| 2.          | Giulio Ciccone    | Italien     | Trek-Segafredo                     | 103 P.      |
| 3.          | Diego Rosa        | Italien     | Eolo-Kometa                        | 94 P.       |
| 4.          | Jai Hindley       | Australien  | Bora-Hansgrohe                     | 74 P.       |
| 5.          | Lennard Kämna     | Deutschland | Bora-Hansgrohe                     | 74 P.       |
| 6.          | Santiago Buitrago | Kolumbien   | Bahrain Victorious                 | 71 P.       |
| 7.          | Richard Carapaz   | Ecuador     | Ineos Grenadiers                   | 65 P.       |
| 8.          | Jan Hirt          | Tschechien  | Intermarché-Wanty-Gobert Matériaux | 57 P.       |
| 9.          | Gijs Leemreize    | Niederlande | Jumbo-Visma                        | 47 P.       |
| 10.         | Wilco Kelderman   | Niederlande | Bora-Hansgrohe                     | 42 P.       |

| Nachwuchswertung | Nachwuchswertung  | Nachwuchswertung | Nachwuchswertung       | Nachwuchswertung  |
| Fahrer           | Fahrer            | Land             | Team                   | Zeit              |
| ---------------- | ----------------- | ---------------- | ---------------------- | ----------------- |
| 1.               | João Almeida      | Portugal         | UAE Team Emirates      | 68 h 21 min 34 s  |
| 2.               | Juan Pedro López  | Spanien          | Trek-Segafredo         | + 10 min 33 s     |
| 3.               | Thymen Arensman   | Niederlande      | Team DSM               | + 17 min 19 s     |
| 4.               | Santiago Buitrago | Kolumbien        | Bahrain Victorious     | + 18 min 21 s     |
| 5.               | Pavel Sivakov     | Frankreich       | Ineos Grenadiers       | + 28 min 58 s     |
| 6.               | Luca Covili       | Italien          | Bardiani CSF Faizanè   | + 1 h 07 min 40 s |
| 7.               | Mauri Vansevenant | Belgien          | Quick-Step Alpha Vinyl | + 1 h 20 min 40 s |
| 8.               | Wadim Pronski     | Kasachstan       | Astana Qazaqstan Team  | + 1 h 45 min 06 s |
| 9.               | Gijs Leemreize    | Niederlande      | Jumbo-Visma            | + 1 h 45 min 12 s |
| 10.              | Iván Sosa         | Kolumbien        | Movistar Team          | + 1 h 47 min 28 s |

| Mannschaftswertung | Mannschaftswertung                 | Mannschaftswertung           | Mannschaftswertung |
| Team               | Team                               | Land                         | Zeit               |
| ------------------ | ---------------------------------- | ---------------------------- | ------------------ |
| 1.                 | Bahrain Victorious                 | Bahrain                      | 20 h 10 min 02 s   |
| 2.                 | Bora-Hansgrohe                     | Deutschland                  | + 14 s             |
| 3.                 | Intermarché-Wanty-Gobert Matériaux | Belgien                      | + 52 min 38 s      |
| 4.                 | Ineos Grenadiers                   | Vereinigtes Königreich       | + 1 h 02 min 03 s  |
| 5.                 | Astana Qazaqstan Team              | Kasachstan                   | + 1 h 43 min 14 s  |
| 6.                 | Trek-Segafredo                     | Vereinigte Staaten           | + 1 h 45 min 27 s  |
| 7.                 | UAE Team Emirates                  | Vereinigte Arabische Emirate | + 2 h 13 min 27 s  |
| 8.                 | Jumbo-Visma                        | Niederlande                  | + 2 h 27 min 17 s  |
| 9.                 | BikeExchange-Jayco                 | Australien                   | + 2 h 37 min 43 s  |
| 10.                | Movistar Team                      | Spanien                      | + 2 h 48 min 13 s  |

## Ausgeschiedene Fahrer
- Harm Vanhoucke (Lotto Soudal): während der Etappe aufgegeben
- Simon Yates (Team BikeExchange-Jayco): während der Etappe aufgegeben[4]